# Christian Schmidt (Mediziner)
Christian Schmidt (* 8. Februar 1967 in Münster) ist ein deutscher Chirurg, Lehrbeauftragter, Manager und Referent im Gesundheitswesen. 2004 wurde er habilitiert und 2010 zum außerplanmäßigen Professor ernannt.

## Leben
Nach dem Abitur am Gymnasium Wolbeck in Münster absolvierte Schmidt die Reserveoffiziersausbildung bei der Bundeswehr. Ab 1988 studierte er an der Westfälischen Wilhelms-Universität Münster Medizin. 1998 wurde er in Münster zum Dr. med. promoviert. Im selben Jahr absolvierte er an der Universität Bielefeld den berufsbegleitenden Masterstudiengang Public Health. An der Christian-Albrechts-Universität zu Kiel durchlief er die Fachausbildung in Chirurgie und wurde 2004 habilitiert.
Von 2005 bis 2007 leitete er am Universitätsklinikum Schleswig-Holstein die Stabsstelle Organisationsentwicklung, Projekt- und Qualitätsmanagement. Nach zehn Jahren in der Kieler Chirurgie wechselte er 2005 an die Medizinische Hochschule Hannover (MHH). Anschließend war er Vorstand Medizin und Geschäftsführer der MVZ Mühlenkreis gGmbH von 2007 bis 2009. Im Jahr 2010 ernannte die MHH Christian Schmidt zum außerplanmäßigen Professor.
Bei den Kliniken der Stadt Köln war Schmidt von 2009 bis 2013 als Medizinischer Geschäftsführer tätig. An der Universitätsmedizin Rostock bekleidete er die Positionen des Ärztlichen Vorstands und des Vorstandsvorsitzenden (2014–2021). Im Anschluss daran wechselte Schmidt in die Geschäftsführung der GHD GesundHeits GmbH, deren CEO er vom 1. April 2022 bis zum 30. Mai 2023 war. Seit 2024 gehörte er der Geschäftsführung der LifeLink Medical GmbH an.

## Auszeichnungen
- 2008: Young Investigator Award, International Society of Quality of Life Research (ISOQOL)[7]
- 2009: 1. Posterpreis Deutsches Netzwerk für Versorgungsforschung, 7. Kongress für Versorgungsforschung, Köln
- 2017: Klinikmanager des Jahres, Internationaler Kongress Klinikmarketing, Berlin[8][9]

## Publikationen (Auswahl)
- Krankenhauslandschaft in Deutschland – Ein Markt im Umbruch, In: DMW – Deutsche Medizinische Wochenschrift, Georg Thieme Verlag, Mai 2004[10]
- Universitätskliniken im Spannungsfeld des Krankenhausmarktes, In: Der Anaesthesist, Springer Medizin, Juli 2005[11]
- Patientenzufriedenheit – Ein potentieller Eckpfeiler des Krankenhausmanagements, In: DMW – Deutsche Medizinische Wochenschrift, Georg Thieme Verlag, Mai 2009[12]
- Verbesserung der Teamkompetenz im OP, In: Der Anaesthesist, Springer Medizin, August 2010[13]
- Generation 55 +, In: Der Anaesthesist, Springer Medizin, Juli 2012[14]
- Qualitätssicherung an der Schnittstelle zwischen Anästhesie und Transfusionsmedizin, In: Der Anaesthesist, Springer Medizin, Februar 2014[15]

## Interviews
- Alexander Marinos, Christian Schmidt über die Pflegesituation in den Kliniken der Stadt Köln gGmbH, In: General-Anzeiger, 18. November 2012.
- Interview mit Prof. Dr. Christian Schmidt auf dem Hauptstadtkongress 2016, medhochzwei Verlag, Juni 2016[16]
- Telemedizinprojekt HerzEffekt MV, In: MV1 – Heimat bewegt, Juni Media, April 2018[17]
- Prof. Christian Schmidt über Gestaltung von Versorgung durch Krankenkassen, medhochzwei Verlag, 4. Oktober 2018.
- Jana Seizer, Prof. Dr. Christian Schmidt: Digitale Prozesse im Gesundheitswesen besser nutzen, In: Das Managerblatt, März 2022
- Die Zukunft der medizinischen Versorgung mit der GHD - Ein Gespräch mit Prof. Dr. Christian Schmidt, In: openPR, 25. Juli 2022.